# Indravarman V
Pour les articles homonymes, voir Indravarman.

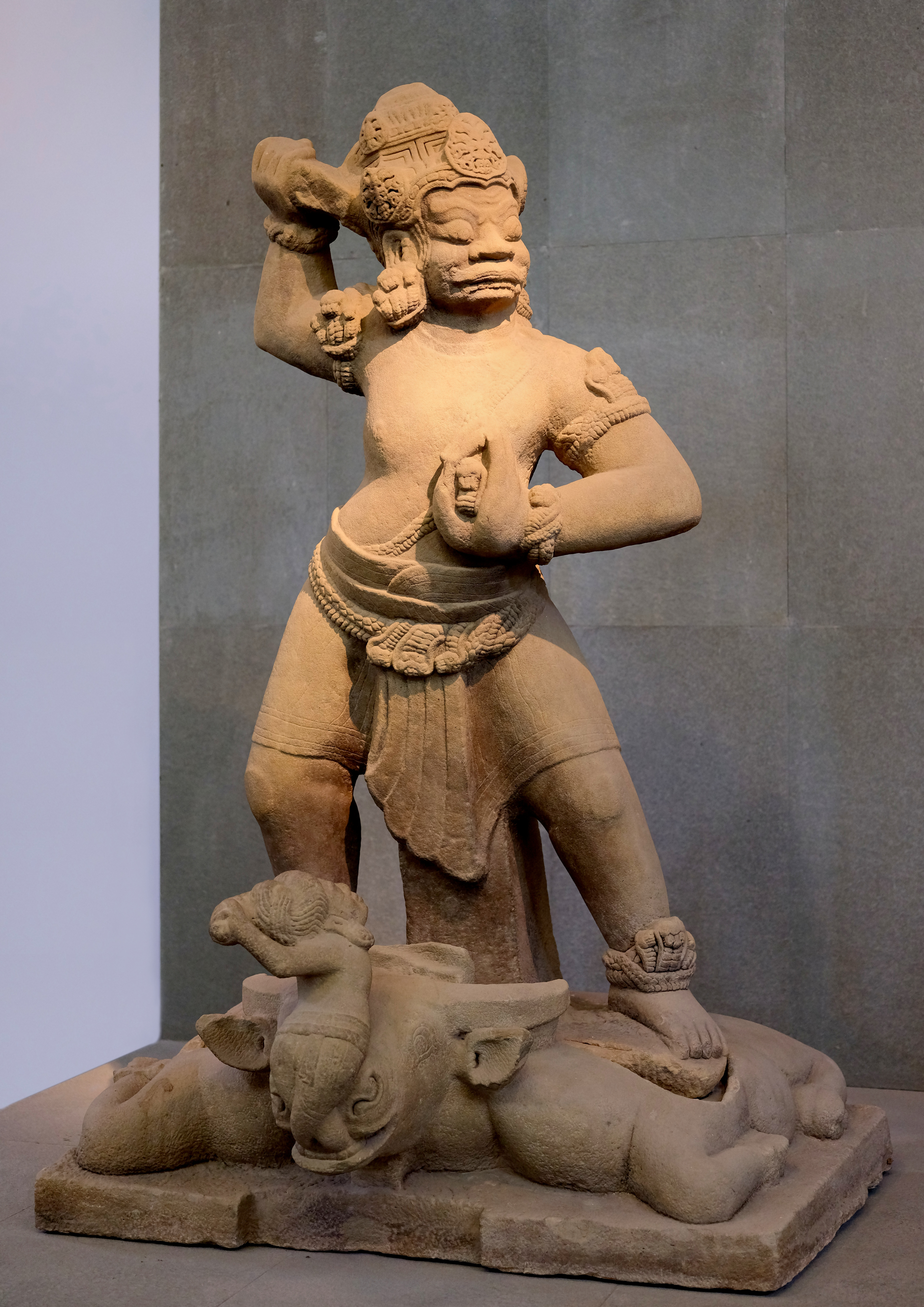
sculpture du Gardien de porte (dvārapāla) écrasant un démon buffle. Đồng Dương, province de Quảng Nam. Fin 9e-début 10e siècle.

Indravarman V (?- vers 1285) est un souverain du Royaume de Champā de la XIe dynastie Cham. Il règne de avant 1265 à 1285.

## Règne
Indravarman V, Harideva, ou encore Jaya Simhavarman commence à régner en 1257 ou 1265 après avoir assassiné son oncle maternel  Jaya Indravarman VI, mais il doit attendre 1266 avant d'être couronné.:182,192
Bien qu'il ait refuser de se soumettre en personne au Khan de l'empire mongol, Kublai Khan, il est néanmoins contraint de subir cette humiliation face aux généraux Mongols Sagatou et Lieu Cheng qui divisent son royaume en deux entités administratives.  Son fils, Chế Mân, "ne pouvait pas s'y résigner" non plus:81–82
Sagatou lance une invasion en  1282, contraignant  Indravarman V à se réfugier dans les régions montagneuse de son royaume.  Refusant toujours personnellement de se présenter à leur cour et de faire acte de vassalité
, il objecte aux  Mongols qu'il soufre de  "fièvre et de maladie et qu'il manque de fournitures".  Les désertions parmi les troupes des envahisseurs jouent également leur rôle et finalement après la mort de Sagatou en 1285,  le "Champa se trouve libéré des Mongols.":83–86. Indravarman V adresse encore un  ambassadeur à Kublai le 6 octobre 1285, et meurt probablement peu après:193.